# Pelastoneurus costalis
Pelastoneurus costalis är en tvåvingeart som beskrevs av Van Duzee 1923. Pelastoneurus costalis ingår i släktet Pelastoneurus och familjen styltflugor. Inga underarter finns listade i Catalogue of Life.